# أنبوب ثيستل

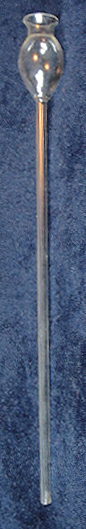
عرض كيفية عمل أنبوب ثيستل

أنبوب ثيستل أو الأنبوب السناني هو قطعة من المعدات الزجاجية المستخدمة في المختبرات , يتكون أنبوب ثيستل في الغالب من رمح أنبوب ، مع خزان , وقسم توجيه في أعلى الأنبوب، عادة ما تستخدم أنابيب ثيستل من قبل الكيميائيين لإضافة السوائل الكيميائية إلى أنظمة الأجهزة الدقيقة .
تم تصميم أنبوب ثيستل للسماح بإدراج السوائل لاي جهاز من خلال ثقب صغير في تقديم بعض السدادات للتحكم في كمية السوائل المضافة .

## وصلات خارجية
- وظائف أنبوب ثيستل
- أنبوب ثيستل كمغذي للطيور